# العربي الماطري
العربي اليعقوبي فنان شعبي اكتسب شهرة في الوسط الفني التونسي تحت اسم العربي الماطري وقد احتل اسمه صفحات الجرائد التونسية لمدة تزيد عن الستة أشهر بسبب ارتكابه جريمة اغتصاب طفل وقتله.

## الخلفية
في أواخر التسعينات اهتز الرأي العام التونسي على وقع جريمة بشعة ذهب ضحيتها طفل لم تتجاوز سنه الخمس سنوات. أعادت هذه الجريمة إلى الأذهان قصة سفاح نابل خاصة أن القاتل قام باغتصاب الطفل ثم قتله بطريقة وحشية جدا. أصبحت القضية قضية رأي عام بعد الاهتمام البالغ الذي أولته بعض جرائد الفضائح واسعة الانتشار وخاصة جريدة أخبار الجمهورية التي أطلقت على المجرم لقب الوحش.
ألقت الشرطة التونسية القبض على المجرم في ظرف وجيز نسبيا. وقد صدر عليه الحكم بالإعدام يوم 26 فبراير 2001 بتهمة قتل واغتصاب طفل بتاريخ شهر جوان 2000. غير أن الحكم لم ينفذ.